# Svetlogorsk
Svietlahorsk (în belarusă Светлаго́рск, până în 1961 Šacilki, belarusă Шацілкі) este un oraș în Belarus. 
Se află lângă Berezina, la o altitudine de 131 m deasupra nivelului mării. Are o suprafață de 25,85948 km². Populația este de 62.602 locuitori, determinată în 1 ianuarie 2024, prin estimare[*].
Orașul a fost întemeiat în anul 1961, pe locul unde se afla inițial, pe cursul inferior a lui Biarezina, satul Șatilki. Este un oraș industrial cu ramurile principale ale industriei grele și de mase plastice. În oraș, principalele construcții sunt blocurile din semifabricate prevăzute pentru locuințe, dar se mai pot găsi construcții vechi istorice din satul de odinioară.

## Demografie
| Svetlogorsk: evoluția demografică între 1917 și 1975 |       |       |        |        |        |        |
| 1917                                                 | 1953  | 1959  | 1961   | 1970   | 1973   | 1975   |
| 757                                                  | 2.170 | 5.772 | 11.500 | 40.300 | 48.700 | 55.000 |

| Svetlogorsk: evoluția demografică între 1981 și 2009 |        |        |        |        |        |        |
| 1981                                                 | 1993   | 2000   | 2001   | 2006   | 2008   | 2009   |
| 58.000                                               | 74.000 | 73.300 | 73.400 | 70.200 | 69.500 | 69.300 |